# Ньюберн (Теннессі)
Ньюберн (англ. Newbern) — місто (англ. town) в США, в окрузі Даєр штату Теннессі. Населення — 3349 осіб (2020).

## Географія
Ньюберн розташований за координатами 36°7′2″ пн. ш. 89°16′9″ зх. д. / 36.11722° пн. ш. 89.26917° зх. д. (36.117149, -89.269282).  За даними Бюро перепису населення США в 2010 році місто мало площу 12,63 км², уся площа — суходіл. В 2017 році площа становила 11,74 км², уся площа — суходіл.

### Клімат
| Клімат : Ньюберн      | Клімат : Ньюберн | Клімат : Ньюберн | Клімат : Ньюберн | Клімат : Ньюберн | Клімат : Ньюберн | Клімат : Ньюберн | Клімат : Ньюберн | Клімат : Ньюберн | Клімат : Ньюберн | Клімат : Ньюберн | Клімат : Ньюберн | Клімат : Ньюберн | Клімат : Ньюберн |
| Показник              | Січ.             | Лют.             | Бер.             | Квіт.            | Трав.            | Черв.            | Лип.             | Серп.            | Вер.             | Жовт.            | Лист.            | Груд.            | Рік              |
| Середній максимум, °C | 8,3              | 10,6             | 15,6             | 21,7             | 26,7             | 31,1             | 32,8             | 32,2             | 28,9             | 23,3             | 15,6             | 10,0             | 21,1             |
| Середній мінімум, °C  | −2,2             | −0,6             | 3,3              | 8,9              | 13,9             | 18,3             | 20,0             | 18,9             | 15,0             | 8,9              | 3,3              | −1,1             | 8,9              |
| Норма опадів, мм      | 114              | 102              | 127              | 119              | 117              | 102              | 102              | 81               | 86               | 81               | 109              | 117              | 1257             |
| --------------------- | ---------------- | ---------------- | ---------------- | ---------------- | ---------------- | ---------------- | ---------------- | ---------------- | ---------------- | ---------------- | ---------------- | ---------------- | ---------------- |
| Джерело: Weatherbase  |                  |                  |                  |                  |                  |                  |                  |                  |                  |                  |                  |                  |                  |

## Демографія
Згідно з переписом 2010 року, у місті мешкало 3313 осіб у 1289 домогосподарствах у складі 891 родини. Густота населення становила 262 особи/км².  Було 1440 помешкань (114/км²).
Расовий склад населення:
| - 82,1 % — білих - 12,7 % — чорних або афроамериканців - 0,3 % — азіатів - 0,2 % — корінних американців - 0,1 % — вихідців з тихоокеанських островів - 2,9 % — осіб інших рас |

До двох чи більше рас належало 1,8 %. Частка іспаномовних становила 5,0 % від усіх жителів.
За віковим діапазоном населення розподілялося таким чином: 29,7 % — особи молодші 18 років, 58,9 % — особи у віці 18—64 років, 11,4 % — особи у віці 65 років та старші. Медіана віку мешканця становила 34,7 року. На 100 осіб жіночої статі у місті припадало 87,0 чоловіків;  на 100 жінок у віці від 18 років та старших — 82,5 чоловіків також старших 18 років.
Середній дохід на одне домашнє господарство  становив 53 487 доларів США (медіана — 36 273), а середній дохід на одну сім'ю — 53 916 доларів (медіана — 41 635). За межею бідності перебувало 19,1 % осіб, у тому числі 27,7 % дітей у віці до 18 років та 10,0 % осіб у віці 65 років та старших.
Цивільне працевлаштоване населення становило 1342 особи. Основні галузі зайнятості: освіта, охорона здоров'я та соціальна допомога — 26,7 %, виробництво — 23,5 %, будівництво — 15,7 %, транспорт — 10,3 %.